# Ptolemaida de Fenicia
Ptolemaida (en griego antiguo: Πτολεμαΐς, romanizado: Ptolemaís), conocida como Ptolemaida de Fenicia, fue una antigua ciudad de Fenicia, situada cerca de la actual ciudad israelí de Acre. En la época cristiana, también fue sede episcopal como diócesis de Tolemaida de Fenicia, mientras que actualmente es una sede titular.

## Historia

### Período helenístico
Conocida en época prehelenística como Ace o Acco, la ciudad fue refundada con el nombre de Ptolemaida por el faraón egipcio Tolomeo II Filadelfo antes del 259 a. C., año del primer documento que lleva el nuevo nombre.
La refundación de la ciudad propició probablemente su expansión, como también se desprende de los hallazgos arqueológicos, y fue utilizada por los egipcios como puerto comercial. Al comienzo de la cuarta guerra siria, la ciudad fue conquistada por las tropas del gobernante seléucida Antíoco III el Grande en el 219 a. C., pero fue recuperada por los ptolomeos; en el 200 a. C., tras la Batalla de Panea, el centro cayó definitivamente en manos de los seléucidas y pasó a llamarse "Antioquía Ptolemaida" (en griego antiguo: Ἀντιόχεια τῶν εν Πτολεμαΐδι, romanizado: Antiócheia ton en Ptolemaídi) La ciudad era una ceca real del imperio seléucida, pero la influencia egipcia seguía siendo fuerte, y fue allí donde se celebró el matrimonio entre Alejandro Balas y Cleopatra Tea, hija de Ptolomeo IV, al final de la primera guerra de sucesión seléucida.. El nombre de Antioquía se mantuvo al menos durante la mayor parte del siglo II a. C. y la ciudad fue conquistada en los años 104 a. C./103 a. C. en rápida sucesión por el sumo sacerdote judío Alejandro Janneo, el faraón Ptolomeo IX y finalmente por la reina egipcia Cleopatra III, recuperando su antiguo nombre. La ciudad resistió la invasión de Siria por parte de Tigranes II, que finalmente fue derrotada por la intervención del general romano Pompeyo, quien al final de la tercera guerra mitridática en el 63 a. C., anexionó los territorios sirios a la República romana.